# Depressione del punto di fusione
Questo articolo si occupa della depressione del punto di fusione/congelamento dovuto alla dimensione molto piccola della particella. Per la depressione causata dalla mescolanza di un altro tipo di composto, vedi depressione del punto di raffreddamento.
Con la definizione di depressione del punto di fusione s'intende il fenomeno di riduzione del punto di fusione di un materiale con il ridursi della sua dimensione. Questo fenomeno è notevolissimo nei materiali su scala nanometrica dove la fusione si realizza a temperature di centinaia di gradi più basse rispetto a quelle che occorrono per i materiali massivi.

## Introduzione
La temperatura di fusione di un materiale massivo (bulk material) non dipende dalla sua dimensione. Tuttavia, come le dimensioni del materiale decrescono andando verso la scala atomica, così la temperatura di fusione decresce di conseguenza. La diminuzione della temperatura di fusione può essere dell'ordine di decine o centinaia di gradi per i metalli di dimensioni nanometriche.

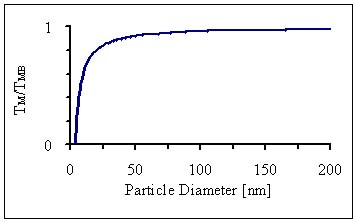
Figura 1. Una curva di fusione normalizzata per l'oro in funzione del diametro della nanoparticella. La temperatura di fusione della materia massiva e la temperatura della particella sono denotate rispettivamente con TMB e TM. Le curve di fusione sperimentale, per le nanoparticelle metalliche sferiche vicine, mostrano una conformazione similare.

La depressione del punto di fusione è più evidente nei nanofili, nanotubi e nanoparticelle, che fondono tutti a temperature inferiori rispetto agli aggregati massivi dello stesso materiale. I cambiamenti nel punto di fusione si verificano in quanto i materiali su scala nanometrica hanno un rapporto area di superficie/volume molto più grande rispetto ai materiali grossolani, alterando così drasticamente le loro proprietà termiche e termodinamiche.
Questo articolo si concentra sulle nanoparticelle perché i ricercatori hanno compilato una grande quantità di dati relativi alla fusione dipendenti dalle dimensioni delle nanoparticelle sferiche vicine. Le nanoparticelle sono più facili da studiare a causa della loro facilità di fabbricazione e delle condizioni semplificate per la creazione di modelli teorici. La temperatura di fusione di una nanoparticelle diminuisce drasticamente come la particelle raggiungono il diametro critico, di solito <50 nm per i metalli di comune fabbricazione. La figura 1 mostra la forma di una curva di fusione tipica per una nanoparticella di metallo in funzione del suo diametro.
La depressione del punto di fusione è una questione molto importante per le applicazioni che coinvolgono le nanoparticelle, in quanto diminuisce il campo funzionale della fase solida. Le nanoparticelle sono attualmente utilizzate o proposte per ruoli di primo piano nei catalizzatori, nei sensori, in medicina, in ottica, in applicazioni magnetiche, termiche, elettroniche e altre di energie alternative. Le nanoparticelle devono essere allo stato solido per funzionare a temperature elevate in molte di queste applicazioni.

## Tecniche di misurazione
Due tecniche consentono la misurazione del punto di fusione delle nanoparticelle. Come descritto in precedenza, il fascio di elettroni del microscopio elettronico a trasmissione (TEM, Transmission Electron Microscopy) può essere utilizzato per fondere le nanoparticelle. La temperatura di fusione è stimata tramite l'intensità del fascio, mentre i cambiamenti delle condizioni di diffrazione indicano la transizione di fase da solida a liquida. Questo metodo permette la visualizzazione diretta di come si fondono le nanoparticelle, rendendo possibile testare e caratterizzare campioni con una più ampia distribuzione delle dimensioni delle particelle. Il TEM limita la variazione di pressione a cui la depressione del punto di fusione può essere testata.
Più di recente, i ricercatori hanno sviluppato nanocalorimetri che misurano direttamente l'entalpia e la temperatura di fusione delle nanoparticelle. I nanocalorimetri forniscono gli stessi dati dei calorimetri utilizzati per la materia grossolana; ad ogni modo ulteriori calcoli devono tener conto della presenza del substrato che sostiene le particelle. Una distribuzione ristretta delle dimensioni delle nanoparticelle è necessaria in quanto la procedura non consente agli utenti di visualizzare il campione durante il processo di fusione. Non vi è alcun modo per caratterizzare l'esatta dimensione delle particelle fuse durante l'esperimento.

## Storia
Nel 1954, Takagi per primo osservò la depressione del punto di fusione di vari tipi di nanoparticelle metalliche. Nei primi esperimenti, un fascio di elettroni di intensità variabile prodotto da un microscopio elettronico a trasmissione fondeva le nanoparticelle di metallo. I modelli di diffrazione mutavano da quelli caratteristici cristallini ad altri liquidi come le piccole particelle fondevano, consentendo a Takagi di valutare la temperatura di fusione tramite l'energia del fascio di elettroni.

## Fisica della depressione del punto di fusione
Le nanoparticelle hanno una superficie più grande in rapporto al volume rispetto ai materiali grossolani. La superficie maggiore in rapporto al volume significa che gli atomi di superficie hanno un effetto molto maggiore sulle proprietà chimiche e fisiche delle nanoparticelle. Gli atomi di superficie si legano nella fase solida con meno energia coesiva perché hanno un minor numero di atomi vicini in stretta prossimità rispetto agli atomi nella massa del solido. Ogni legame chimico che condivide un atomo con l'atomo vicino fornisce l'energia coesiva in modo che gli atomi con un minor numero di legami e gli atomi vicini hanno una minore energia coesiva. L'energia media coesiva per atomo di una nanoparticella è stata teoricamente calcolata in funzione della dimensione della particella secondo l'equazione 1.
{\displaystyle E=E_{B}(1-{\frac {d}{D}})}
Dove: D = dimensione della nanoparticella

d = dimensione atomica
Eb = energia coesiva di massa
Come mostra l'equazione 1, l'energia effettiva coesiva di una nanoparticella si avvicina a quella del materiale massivo come questo si estende al di là del campo di dimensioni atomiche (D>>d).
Gli atomi situati sulla o vicino alla superficie della nanoparticella possiedono ridotta energia coesiva a causa di un ridotto numero di legami coesivi. Un atomo sperimenta una forza attrattiva con tutti gli atomi vicini in base al potenziale di Lennard-Jones. Il potenziale di coppia di Lennard-Jones mostrato nella Figura 2 forma l'energia coesiva tra gli atomi in funzione della distanza di separazione.

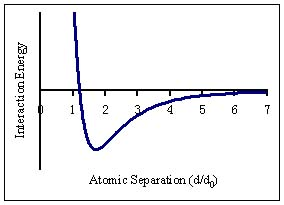
Figura 2. Una curva di energia potenziale di Lennard-Jones. Il modello mostra l'energia interattiva tra 2 atomi a una distanza normalizzata, d/d_{0}, dove d_{0}=diametro atomico. L'energia di interazione è attrattiva dove la curva è negativa, e la grandezza dell'energia rappresenta l'energia coesiva tra una coppia di atomi. Notiamo che il potenziale di attrazione si estende su un vasto campo oltre alla grandezza di un legame chimico; così gli atomi sperimentano l'energia coesiva tra loro oltre che con quelli più vicini.

L'energia coesiva di un atomo è direttamente correlata all'energia termica necessaria per liberare l'atomo dal solido. Secondo il criterio di Lindemann, la temperatura di fusione di un materiale è proporzionale alla sua energia coesiva, av (TM=Cav). Dal momento che gli atomi vicini alla superficie hanno meno legami ed energia coesiva ridotta, essi richiedono meno energia per liberarsi dalla fase solida. La depressione del punto di fusione dei materiali con una grande superficie in rapporto al volume producono questo effetto. Per lo stesso motivo, le superfici dei materiali massivi possono fondere a temperature più basse rispetto agli stessi materiali massivi.
Il punto di fusione teorico dipendente dalla dimensione di un materiale può essere calcolato attraverso l'analisi termodinamica classica. Il risultato è la relazione di Gibbs-Thomson mostrata nell'equation 2.
{\displaystyle T_{M}(d)=T_{MB}(1-{\frac {4\sigma \,_{sl}}{H_{f}\rho \,_{s}d}})}
Dove:	TMB = temperatura di fusione della massa

σsl = energia di interfaccia solido/liquido
Hf = calore della massa di fusione
ρs = densità del solido
d = diametro della particella
Un'equazione di Gibbs-Thomson normalizzata per le nanoparticelle di oro è tracciata nella figura 1 e la forma della curva è in generale accordo con quelle ottenute sperimentalmente.

## Nanoparticelle semiconduttrici/covalenti
L'equazione 2 dà la relazione generale tra il punto di fusione di una nanoparticella di metallo e il suo diametro. Tuttavia, recenti lavori indicano che il punto di fusione di semiconduttori e nanoparticelle legate in modo covalente può avere una dipendenza diversa sulla dimensione della particella. Il carattere covalente dei legami cambia la fisica della fusione di questi materiali. Ricercatori hanno dimostrato che l'equazione 3 modella con maggiore precisione la depressione del punto di fusione nei materiali legati in modo covalente.
{\displaystyle T_{M}(d)=T_{MB}(1-({\frac {c}{d}})^{2})} 

Dove:	TMB = temperatura di fusione della massa

c = Costante dei materiali
d = diametro della particella
L'equazione 3 indica che la depressione del punto di fusione è meno pronunciata nelle nanoparticelle covalenti a causa della natura quadratica della dipendenza della dimensione della particella nella equazione di fusione.

## Meccanismi proposti per la fusione delle nanoparticelle
Il processo di fusione specifico per le nanoparticelle è attualmente sconosciuto. La comunità scientifica accoglie generalmente diversi meccanismi come possibili modelli di fusione di nanoparticelle. Ciascuno dei modelli corrispondenti confronta efficacemente dati sperimentali per la fusione delle nanoparticelle. Tre dei quattro modelli dettagliati sottostanti ricavano la temperatura di fusione in una forma analoga utilizzando diversi approcci basati sulla termodinamica classica.

### Modello a goccia di liquido
Il modello a goccia di liquido (LDM, Liquid Drop Model) presuppone che un'intera nanoparticella transiti dallo stato solido a quello liquido a un'unica temperatura. Questa caratteristica distingue il modello, come gli altri modelli prevedono la fusione della superficie della nanoparticelle prima degli atomi della massa. Se l'LDM è vero, una particella solida dovrebbe funzionare su un campo di temperature maggiori di altri modelli previsti. L'LDM presuppone che gli atomi di superficie di una nanoparticella dominino le proprietà di tutti gli atomi della particella. L'energia coesiva della particella è identica per tutti gli atomi della nanoparticella.
Il modello a goccia di liquido rappresenta l'energia di legame di nanoparticelle in funzione delle energie libere del volume e della superficie. L'equazione 4 fornisce la temperatura di fusione normalizzata dipendente dalla dimensione di un materiale secondo il modello liquido-goccia.
{\displaystyle T_{M}(d)={\frac {4T_{MB}}{H_{f}d}}(\sigma \,_{sv}-\sigma \,_{lv}({\frac {\rho \,_{s}}{\rho \,_{l}}})^{2/3})}
Dove: σsv = energia di interfaccia solido-vapore

σlv = energia di interfaccia liquido-vapore
Hf = calore della massa di fusione
ρs = densità del solido
ρl = densità del liquido
d = diametro di nanoparticella

### Modello di nucleazione a guscio liquido
Il modello di nucleazione a guscio liquido (LSN, Liquid Shell Nucleation) prevede che uno strato superficiale di atomi fondi prima della massa della particella. La temperatura di fusione di una particella è in funzione del suo raggio di curvatura secondo l'LSN. Le nanoparticelle grandi fondono a temperature maggiori a causa del loro più grande raggio di curvatura.
Il modello calcola le condizioni di fusione in funzione di due parametri d'ordine concorrenti utilizzando i potenziali di Landau. Un parametro d'ordine rappresenta una nanoparticella solida, mentre l'altro rappresenta la fase liquida. Ciascuno dei parametri d'ordine è in funzione del raggio delle particelle.
I potenziali di Landau parabolici  per le fasi liquida e solida vengono calcolati a una data temperatura, con il potenziale di Landau minore supposto come stato di equilibrio in ogni punto della particella. Nella gamma di temperature di fusione della superficie i risultati mostrano che la curva di Landau dello stato ordinato è favorita vicino al centro della particella, mentre la curva di Landau dello stato disordinato è più piccola vicino alla superficie della particella.
Le curve di Landau si intersecano in un determinato raggio dal centro della particella. L'intersezione distinta dei potenziali significa che l'LSN prevede un'interfaccia netta, immobile, tra le fasi solida e liquida ad una data temperatura. Lo spessore esatto del strato liquido a una data temperatura è il punto di equilibrio tra i potenziali di Landau contrastanti.
L'equazione 5 dà la condizione in cui un'intera nanoparticella fonde secondo il modello LSN.
{\displaystyle T_{M}(d)={\frac {4T_{MB}}{H_{f}d}}({\frac {\sigma \,_{sv}}{1-{\frac {d_{0}}{d}}}}-\sigma \,_{lv}(1-{\frac {\rho \,_{s}}{\rho \,_{l}}}))} 

Dove: d0 = diametro atomico

### Nucleazione liquida e modello di crescita
La nucleazione liquida e modello di crescita (LNG, Liquid Nucleation and Growth) tratta la fusione della nanoparticella come un processo di superficie iniziato. Inizialmente la superficie fonde, e l'interfaccia liquido-solido avanza rapidamente attraverso l'intera nanoparticella. La LNG definisce le condizioni di fusione per mezzo delle relazioni di Gibbs-Duhem, ottenendo una temperatura di fusione dipendente dalle energie interfacciali tra le fasi solida e liquida, i volumi e le aree di superficie di ogni fase e la dimensione delle nanoparticella. I calcoli del modello mostrano che la fase liquida si forma a temperature più basse per le nanoparticelle più piccole. Una volta che la fase liquida si forma, le condizioni di energia libera mutano rapidamente favorendo la fusione. L'equazione 6 fornisce le condizioni di fusione per una nanoparticella sferica in base al modello LNG.
{\displaystyle T_{M}(d)={\frac {2T_{MB}}{H_{f}d}}(\sigma \,_{sl}-\sigma \,_{lv}3(\sigma \,_{sv}-\sigma \,_{lv}{\frac {\rho \,_{s}}{\rho \,_{l}}}))}

### ModelloBond-Order-Length-Strength(BOLS)
Il modello Bond-Order-Length-Strength (BOLS), traducibile in italiano con legame-ordine-dimensione-resistenza, impiega un approccio atomistico per spiegare la depressione del punto di fusione. Il modello si concentra sull'energia coesiva dei singoli atomi piuttosto che su un classico approccio termodinamico. Il modello BOLS calcola la temperatura di fusione dei singoli atomi tramite la somma dei loro legami coesivi. Come risultato, il BOLS prevede che gli strati superficiali di una nanoparticella fondano a temperature più basse rispetto alla maggior parte della massa delle nanoparticelle medesime.
Il meccanismo BOLS stabilisce che se si rompe uno dei legami, quelli rimanenti vicini diventano più corti e più forti. L'energia di coesione, o la somma di energia di legame, degli atomi meno coordinati determina la stabilità termica compresa la fusione, l'evaporazione e altra transizione di fase. Il CN (coordination number) abbassato muta la lunghezza del legame in equilibrio tra gli atomi vicini alla superficie della nanoparticella. I legami si attenuano verso lunghezze in equilibrio, aumentando l'energia coesiva per ogni legame tra gli atomi, indipendenti dalla forma esatta del potenziale specifico interatomico. Tuttavia, l'energia coesiva integrata per la superficie degli atomi è molto più bassa rispetto  a quella degli atomi della massa a causa del numero di coordinazione ridotto e la diminuzione globale di energia coesiva.
Utilizzando una configurazione nucleo-guscio (core-shell), la depressione del punto di fusione delle nanoparticelle è dominato da due strati atomici più esterni con gli atomi all'interno del nucleo che permangono con la loro natura massiva.
Il modello BOLS e la struttura core-shell sono stati applicati alle altre dipendenza dimensionali delle nanostrutture quali la resistenza meccanica, la stabilità termica e chimica, la dinamica del reticolo (fononi ottici e acustici), l'emissione e assorbimento di fotoni, lo spostamento del livello (colevel) elettronico e modulazione della funzione lavoro, il magnetismo a varie temperature, e i dielettrici a causa della polarizzazione degli elettroni, ecc. La riproduzione di osservazioni sperimentali, nella sopra menzionata dipendenza dalla dimensione, è stata realizzata. L'informazione di natura quantitativa quale il livello di energia di un atomo isolato e la frequenza di vibrazione di un singolo dimero sono state ottenute confrontando le previsioni BOLS con la dipendenza dalle dimensioni misurata.

## Forma della particella
La forma della nanoparticella incide sul suo punto di fusione. Le sfaccettature, i bordi e le deviazioni rispetto a una sfera perfetta mutano completamente la grandezza della depressione del punto di fusione. Questi mutamenti della forma incidono sul rapporto area di superficie/volume che, a sua volta, incide sull'energia coesiva e sulle proprietà termiche di una nanostruttura. L'equazione 7 fornisce una formula corretta della forma generale per il punto di fusione teorico di una nanoparticella in base alla sua forma e dimensione.
{\displaystyle T_{M}(d)=T_{MB}(1-{\frac {c}{zd}})}

Dove:  c = costante dei materiali

z = parametro della forma della particella
Il parametro della forma è 1 per la sfera e 3/2 per un cavo molto lungo, indicando che la depressione del punto di fusione è soppressa nei nanofili rispetto alle nanoparticelle. I precedenti dati sperimentali mostrano che le piastrine di stagno in nanoscala fondono in uno stretto intervallo di 10 oC rispetto alla temperatura di fusione della massa. La depressione del punto di fusione di queste piatrine viene soppresso rispetto alle nanoparticelle sferiche di stagno.

## Substrato
Diverse simulazioni di fusione di nanoparticelle teorizzano che il substrato di supporto incide sull'estensione della depressione del punto di fusione di una nanoparticella. Questi modelli influiscono sulle interazioni energetiche tra i materiali del substrato. Una nanoparticella libera, come prevedono molti modelli teorici, ha una diversa temperatura di fusione (in genere più bassa) di una particella sostenuta a causa dell'assenza di energia coesiva tra la nanoparticella e il substrato. Tuttavia, le misurazioni delle proprietà di una nanoparticella "di per sé" (freestanding) restano impossibili da effettuare, quindi la portata delle interazioni non possono essere verificate attraverso un esperimento. In ultima analisi, attualmente i substrati sostengono le nanoparticelle per tutte le loro applicazioni, così le interazioni substrato/nanoparticella sono sempre presenti e devono incidere sulla depressione del punto di fusione.

## Solubilità
Nell'ambito dell'approssimazione dimensione-pressione, che considera la pressione (stress) indotta dalla tensione superficiale e dalla curvatura della particella, è stato dimostrato che la dimensione della particella influisce sulla composizione e sulla temperatura di un punto eutettico (Fe-C ), sulla solubilità del C nel Fe  e sui nanocluster di Fe:Mo.
La solubilità ridotta può influenzare le proprietà catalitiche delle nanoparticelle. Infatti è stato dimostrato che l'instabilità indotta dalla dimensione di mescolanze Fe-C rappresenta il limite termodinamico per il nanotubo più sottile generato dai nanocatalizzatori di Fe.